# Denise Stoklos
Denise Stoklos (Irati, Paraná, 14 de julio de 1950) es una dramaturga, escenógrafa y actriz brasileña. Su obra se caracteriza por la crítica de la sociedad contemporánea y la expresividad compleja.
Es originaria de Irati, y descendiente de ucranianos comenzó sus estudios universitarios, y la carrera artística en 1968. Estudió periodismo en la Universidad Federal de Paraná, y sociología en Pontificia Universidad Católica de Paraná. Después de trabajar en Río de Janeiro, y en São Paulo, se trasladó con su marido a Londres en 1977, donde se especializó en mímica y desenvolvió su propio estilo de performances solista. A inicios de 1980, partió a California, donde continuaría sus estudios, llegando a montar su segundo solo ("Elis Regina"). En 1982, fue parte de la novela de la Rede Bandeirantes, Ninho da serpente. En 1987, presentó Mary Stuart en Nueva York, donde, debido al buen éxito alcanzado, fue invitada a realizar otras dos piezas. En 1993, recibió el Premio de la Fundación Guggenheim, de Nueva York, y publicó la novela "Amanhã será tarde e depois de amanhã nem existe", adaptadándolo más tarde para teatro unitario. 
Al retornar al Brasil, reapareció en diversas de sus propias piezas, en las que fue directora y coreógrafa. Habitualmente transfiere su conocimiento teatral en talleres. En 1999, se realizó un festival en la ciudad de São Paulo, con sus piezas.
Denise Stoklos fue la primera actriz brasileña en presentarse en Moscú, Pekín, Taipéi, y en Ucrania. Ha presentado sus veinte piezas, en siete idiomas, estrenándolas en treinta países, y ha escrito siete libros. En 2000, fue invitada por la Universidad de Nueva York para enseñar su método teatral Teatro Essencial, que posee la intención de tomar los menos posibles efectos escenográficos y la máxima teatralidad.

## Trayectoria

### Filmografía
- Ninho da Serpente (1982).... Oriana
- Antônio Conselheiro e a Guerra dos Pelados (1977)
- Maria Bethânia - Brasileirinho ao Vivo (2004)

### Dramaturga
- Círculo na Lua, Lama na Rua 1968
- A Semana 1969
- Vejo o Sol 1970
- Mar Doce Prisão 1971
- Cadillac de Lata 1973
- One Woman Show 1980
- Elis Regina 1982
- Habeas Corpus 1986
- Denise Stoklos in Mary Stuart 1987
- Hamlet em Irati 1988
- Casa 1990
- 500 Anos - Um Fax de Denise Stoklos para Cristóvão Colombo, 92 pp. 1992
- Amanhã Será Tarde e Depois de Amanhã nem Existe  1993
- Des-Medéia 1994
- Elogio 1995
- Mais Pesado Que o Ar/Santos Dumont 1996
- Desobediência Civil 1997
- Vozes Dissonantes 1999
- Louise Bourgeois - I do, I undo, I redo 2000
- Calendário da Pedra 2001
- Olhos Recém-Nascidos 2004

## Libros
- Teatro Essencial  1993
- Tipos (poesía) 1993
- 500 anos - Um Fax para Colombo (obra de teatro) 1993
- Amanhã será tarde e depois de amanhã nem existe (novela) 1993
- Mary Stuart 1993
- Des-Medéia 1993
- Calendário da Pedra  2001

## Honores

### Premios y honras
- Orden Estadual de Pinheiro[7] (2012)